# Bean Scripting Framework
Bean Scripting Framework — фреймворк, позволяющий использовать скрипты в коде Java. Он представляет собой набор классов Java, обеспечивающих поддержку скриптовых языков внутри Java-приложений, а также позволяет получить доступ к Java-объектам и методам. Некоторые примеры языков, которые могут использоваться в сочетании с BSF и Java, включают Python, Jython, Tcl, а также JRuby и Groovy с использованием их собственных библиотек.
BSF был создан компанией IBM, а затем передан компании Apache Software Foundation, где работа по BSF является частью проекта Apache Jakarta.
Аналогом BSF является JSR223, ScriptEngine поставляется с Java SE 6. Java SE 6 включает в себя только движок, основанный на Rhino JavaScript движке для 1.6R2 Java версии, в то время как JSR223 фактически поддерживает несколько языков сценариев. JSR223 использует Script Engine для интеграции сценариев с кодом Java. В настоящее время движки, включенные в JSR223, существуют для BeanShell, Jython, JRuby, JavaScript, Groovy и ряд других.